# El Ghouti Mekamcha
Mekamcha El Ghaouti est un universitaire et ancien ministre algérien.
Il est un professeur de droit à l'université de Tlemcen, il a été ministre de la justice dans le gouvernement de Smaïl Hamdani entre 1998 et 1999.

## Fonctions
- 1998-1999, Ministre de la justice, garde des sceaux